# Râul Hărlagii
Râul Hărlagii este un curs de apă, afluent al râului Bistricioara.